# Конте ди Кавур (линкор)
«Конте ди Кавур» (итал. Conte di Cavour — «Граф Кавур») — итальянский линкор типа «Конте ди Кавур», участник обеих мировых войн. В межвоенные годы серьёзно реконструировался. В 1940 году во время атаки на Таранто был серьёзно повреждён и де-факто вышел из строя, после войны был пущен на слом. Назван в честь Камилло Бенсо, графа Кавура, итальянского политического деятеля.

## Краткая история
Линкор «Конте ди Кавур» был разработан инженером Эдуардо Масдеа, руководителем Тененте Дженерале дель Дженио Навале. Был построен в 1910—1911 годах, базировался в Таранто. В годы Первой мировой войны был флагманом итальянского флота, командовал линкором вице-адмирал Луиджи Амедео ди Савойя. «Конте ди Кавур» почти не участвовал в активных боевых действиях: провёл 966 часов в море на учебных упражнениях и только 40 часов в трёх военных операциях. После войны остался в составе флота, совершил пропагандистский круиз по Северной Америке. Летом 1922 года на нём совершил путешествие Виктор Эммануил III по итальянским портам. В апреле 1925 года на нём совершил путешествие в Триполи и Бенито Муссолини.
12 мая 1928 «Конте ди Кавур» был выведен из состава флота, через пять лет в октябре был отправлен в Триест на капитальный ремонт. Во время реконструкции 60 % деталей были полностью заменены: убрана центральная трёхорудийная башня, а главный калибр был усилен до 320 мм. Новые двигатели давали мощность примерно в три раза больше, но скорость повысилась только до 28 узлов. Дополнительно была установлена зенитная артиллерия, что сделало линкор одним из самых лучших в итальянском флоте. 1 июня 1937 «Конте ди Кавур» вернулся торжественно в Королевский военно-морской флот. 9 июля 1940 он вступил в бои Второй мировой войны в сражении у Калабрии.
В ночь с 11 на 12 ноября 1940 британские самолёты «Фэйри Суордфиш» совершили авианалёт на итальянскую базу в Таранто, сбросив множество бомб и торпед. «Конте ди Кавур» получил тяжёлое попадание от одной из торпед и затонул.
В конце 1941 года его подняли со дна и отправили в Триест на ремонт, однако он так и не вышел больше в море. 10 сентября 1943 немцы успели захватить корабль, однако 15 февраля 1945 после авианалёта союзников на Триест они сбежали и забросили старый линкор. После войны 27 февраля 1947 линкор был пущен на слом.